# St. Laurentius (Koblenz)

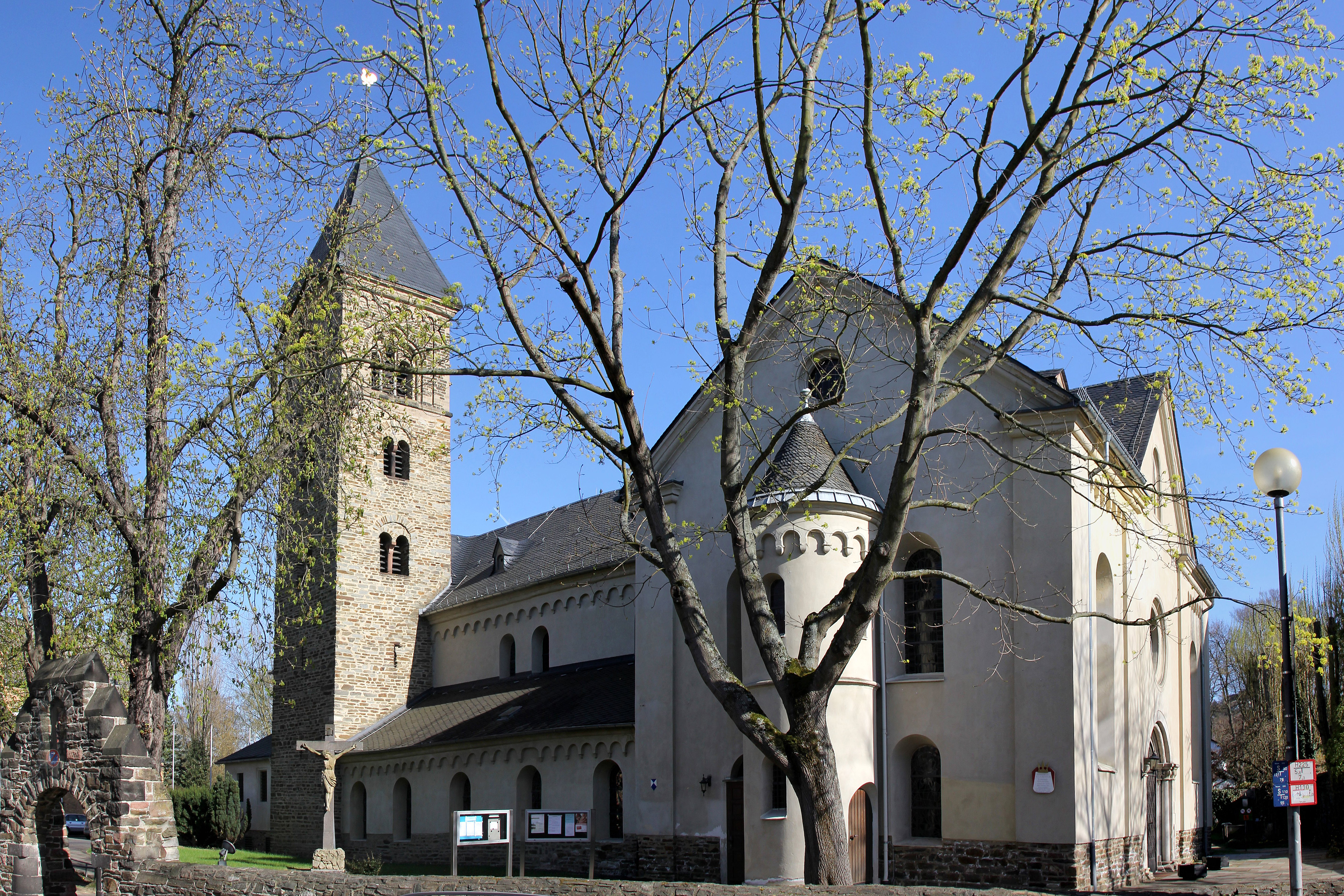
Die Pfarrkirche St. Laurentius in Koblenz-Moselweiß

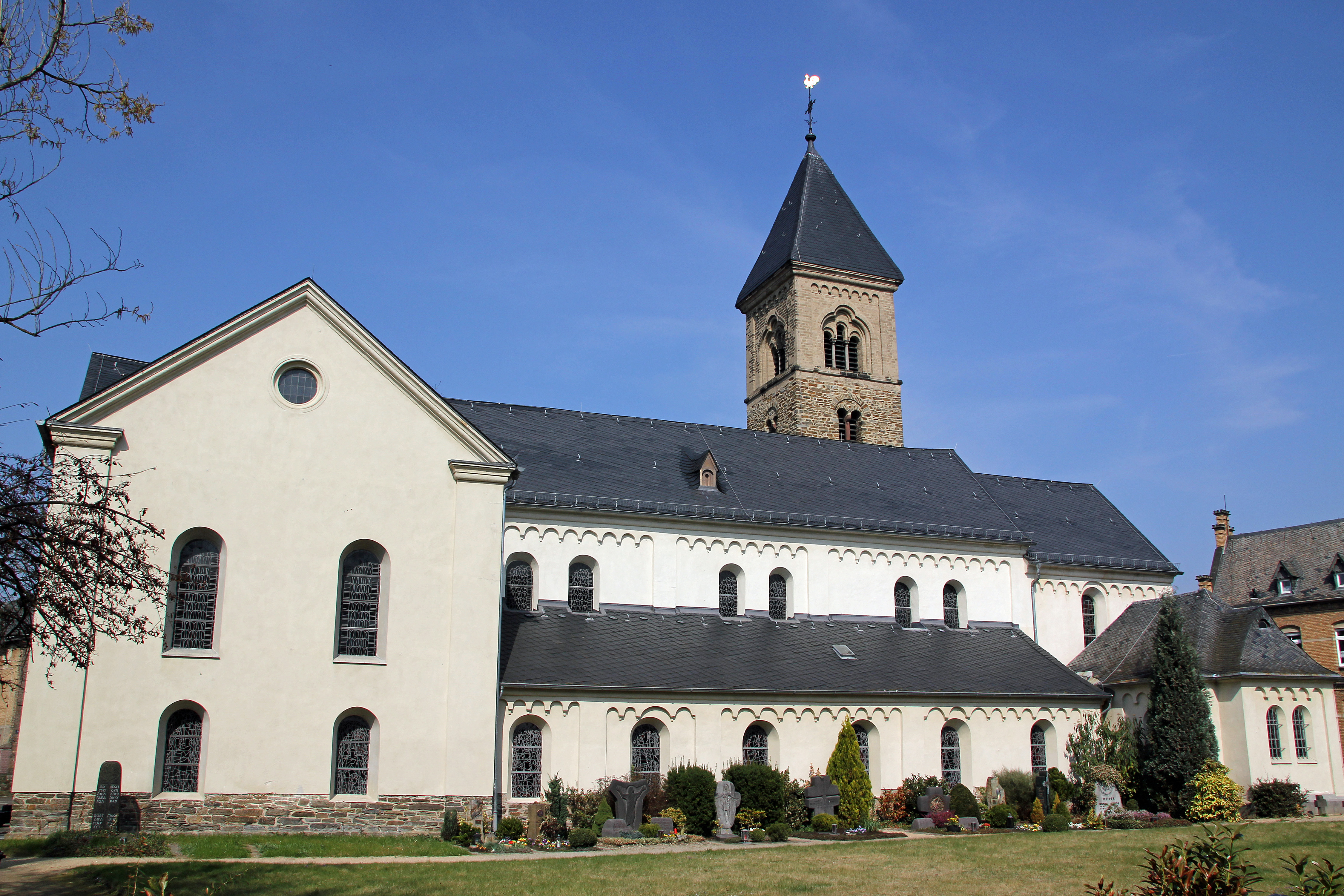
Die Südseite von St. Laurentius

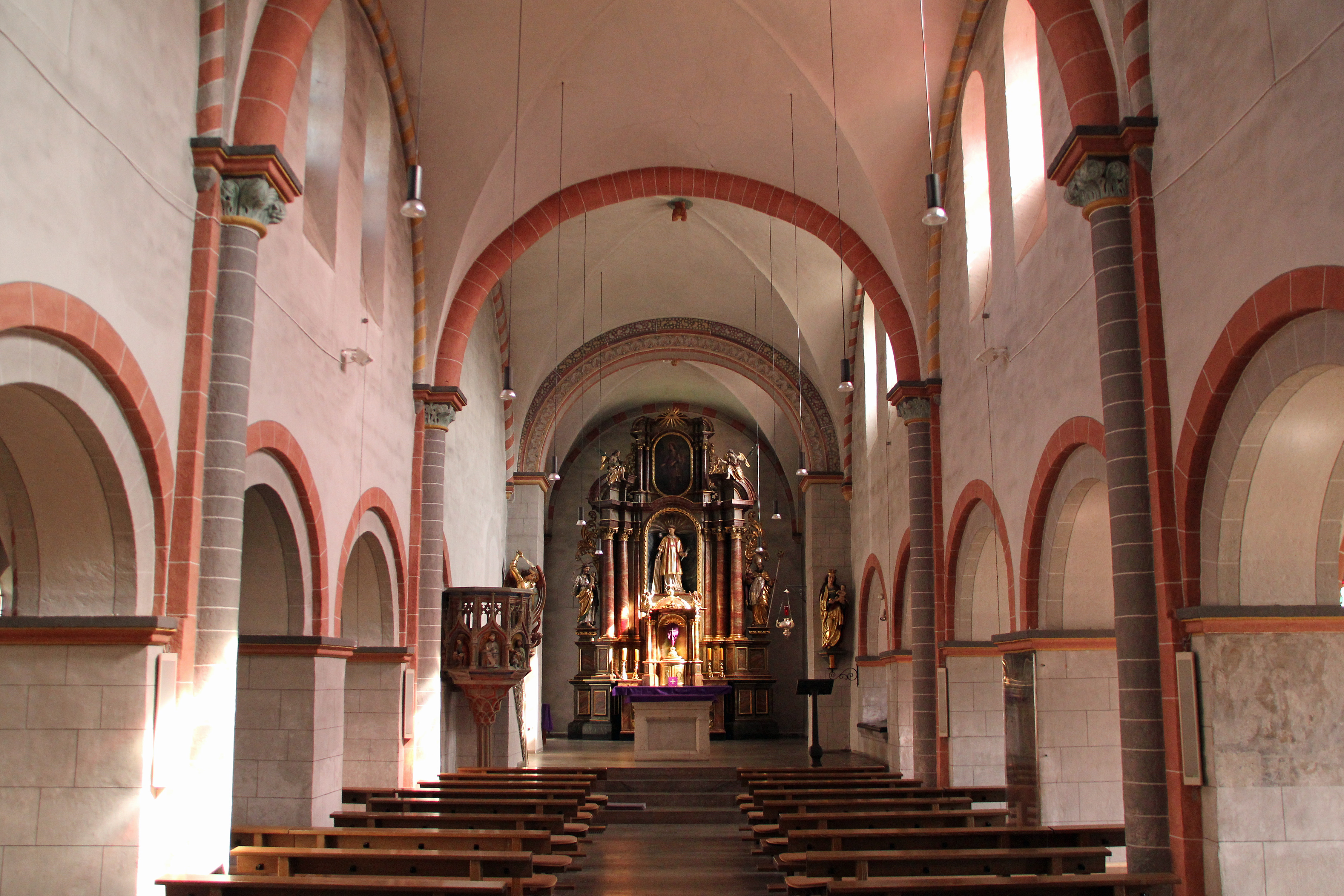
Der Innenraum mit Blick auf den Hochaltar

Die Pfarrkirche St. Laurentius ist eine katholische Kirche in Koblenz. Die Pfarrkirche im Stadtteil Moselweiß wurde Anfang des 13. Jahrhunderts erbaut und erfuhr mit der Zeit einige Um- und Anbauten. Sie trägt das Patrozinium des heiligen Laurentius von Rom.

## Geschichte
Es gab bereits im 12. Jahrhundert an gleicher Stelle eine Vorgängerkirche in Moselweiß. Die Pfarrkirche wurde 1201 im Zusammenhang mit der Trennung von der Pfarrei Liebfrauen und der Bewilligung einer eigenständigen Pfarrei erstmals in einer Urkunde des Propstes Bruno von St. Kastor erwähnt. Das Untergeschoss des Turms ist der älteste Teil und wird auf das Jahr um 1107 datiert. Die Pfarrkirche wurde wohl Anfang des 13. Jahrhunderts anlässlich der Einrichtung der eigenständigen Pfarrei und unter Einbeziehung des bestehenden Turms neu errichtet.
Im 18. Jahrhundert wurde das Durchgangsgewölbe unter dem Chor beseitigt und dieser dabei tiefer gelegt. Dies geschah wohl 1724 im Zuge des Einbaus eines neuen Hochaltars. Gleichzeitig wurde zwischen Turm und der Nordwand des Chors eine Sakristei angebaut.
Im Jahr 1865 vergrößerte man die Kirche durch ein Querschiff im Westen unter Wiederverwendung der romanischen Portalgewände. Eine neue Sakristei wurde 1882 südöstlich des Chors angebaut. In den Jahren 1990–1997 wurde der Außenbau der Kirche saniert. Dabei erhielt der Turm 1992 ein neues Schieferdach, die restlichen Dächer wurden 2002 erneuert.

## Bau und Ausstattung

### Außen

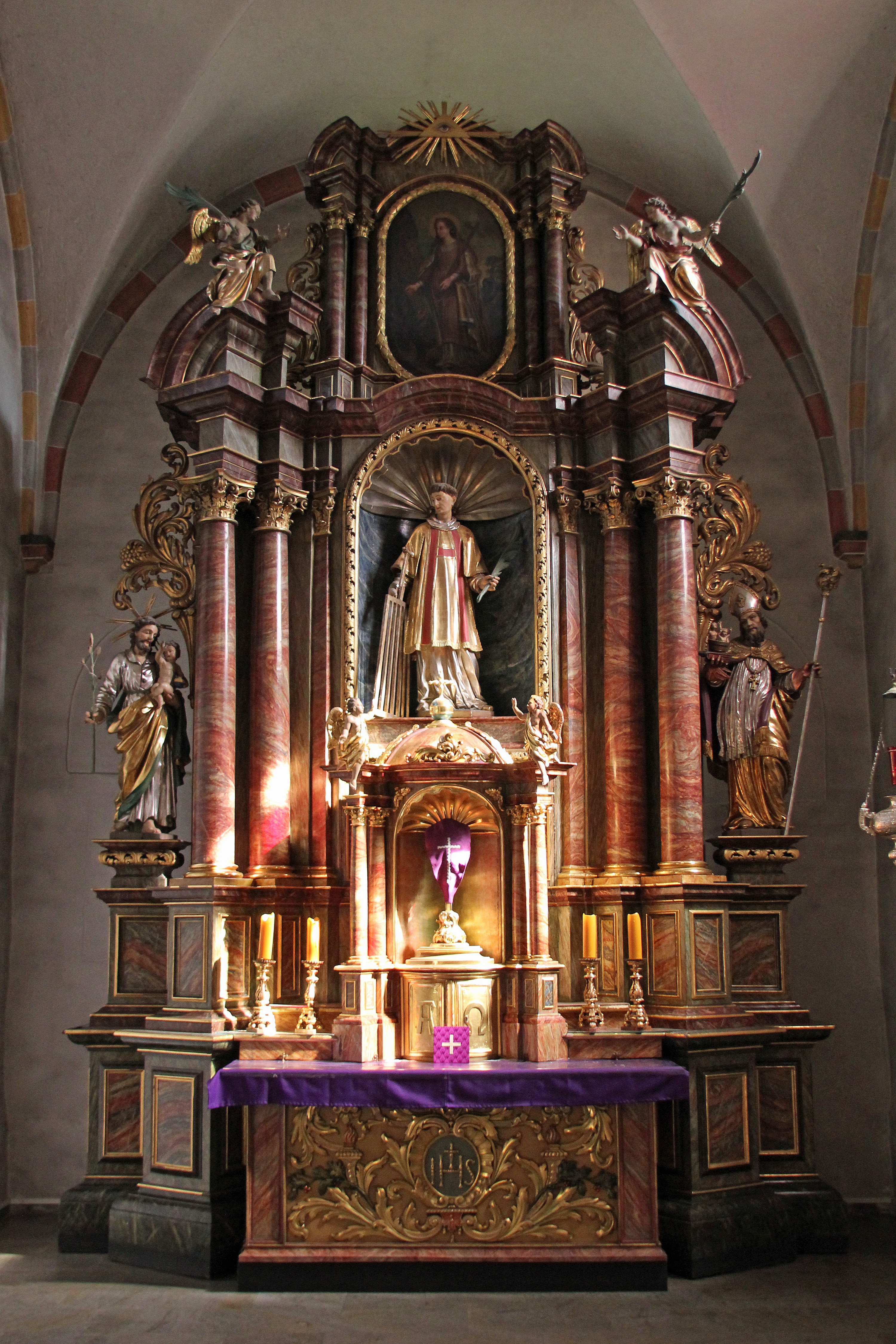
Hochaltar

Die Pfarrkirche St. Laurentius ist eine dreischiffige spätromanische Pfeilerbasilika mit Kreuzgratgewölbe und Rundbogenarkaden. Der fünfgeschossige unverputzte Turm aus dem 12. Jahrhundert steht auf einem quadratischen Grundriss und ist am Ende des nördlichen Seitenschiffs angebaut. Im obersten Geschoss sind dreiteilig gestaffelte Schallöffnungen mit Säulchen aus Tuffquadern eingebaut, darüber erhebt sich ein Zeltdach.
Der restliche Kirchenbau ist verputzt und durch Lisenen an den Kanten und einem Rundbogenfries unter der Traufe gegliedert. Auf beiden Seiten des gerade geschlossenen Chors sind Sakristeien angebaut.
Auf dem Vorplatz westlich der Kirche steht ein lebensgroßes ehemaliges Friedhofskreuz aus hellem Sandstein aus dem 19. Jahrhundert. Am Eingang zum Friedhof hinter der Kirche steht ein expressionistisches Kriegerdenkmal aus den 1920er Jahren. 

### Innen
Im Inneren stehen den drei quadratischen Mittelschiffsjochen doppelt so viele Seitenschiffsjoche gegenüber. Die Gewölbe aller Joche besitzen Wand- und Pfeilervorlagen für die Jochgurte. Im Mittelschiff haben die Joche je einen halbrunden Dienst mit abschließenden Blattkapitellen sowie die Gewölbe einen Busung und hängende Schlusssteine. Der Chorraum ist quadratisch mit geradem Schluss und fünf Stufen über dem Schiffsniveau. Das südliche Seitenschiff besitzt einen Halbkreischor, das nördliche endet gerade am Turm.
Die Farbgestaltung im Inneren mit den roten Gurt- und Schildbögen sowie den grauen Diensten wurde nach Befunden zuletzt 1974 erneuert. Polnische Restauratoren legten in den Jahren 1988 und 1989 an einigen Pfeilern auf der Südseite figürliche Wandmalerei frei. Sie zeigen:
- drei stehende Heilige (Barbara, Paulus, Katharina) aus dem 13. Jahrhundert
- eine Ölbergszene um 1500
- die Taufe Jesu aus dem 13. Jahrhundert

Von der Ausstattung stammen nur der steinerne Altar und der Taufstein aus Basaltlava (13. Jahrhundert) auf sechs kleinen Säulen aus der Entstehungszeit der Kirche. Der raumhohe Hochaltar aus Holz mit Säulen und Sprenggiebel wurde 1724 vom Koblenzer Bildhauer Pfeiffenhofen geschaffen. In der Mittelnische steht die Figur des heiligen Laurentius, links der heilige Josef und rechts der heilige Nikolaus (geschaffen 1933 vom Bildhauer Helwegen). Die Steinkanzel von 1467 mit spätgotischem Maßwerk und Reliefs der Evangelisten Matthäus, Markus, Lukas und Johannes einschließlich ihrer Symbole (Mensch, Löwe, Stier und Adler), von Christus in einer Kanzel sowie des heiligen Hieronymus stammt von Hermann Sander und befand sich bis 1786 in der Koblenzer Liebfrauenkirche. Im Chorbogen stehen polychrome Figuren des heiligen Michael und der Muttergottes.
Die Fenster gestaltete der 1926 in Koblenz geborene Glasmaler Jakob Schwarzkopf. Sie stellen Szenen des Alten und Neuen Testaments in expressiven Farben dar. Als der Künstler 1956 den Auftrag erhielt, fertigte er die Entwürfe zunächst auf einem originalgroßen Karton. Dann schnitt er die bemalten Glasflächen entsprechend den Konturen aus einer Platte aus, an den Kreuzungspunkten wurden sie verlötet. Feine Strukturen wie Gesichter, Haare oder Gewandmuster fertigte er in Schwarzlotmalerei.

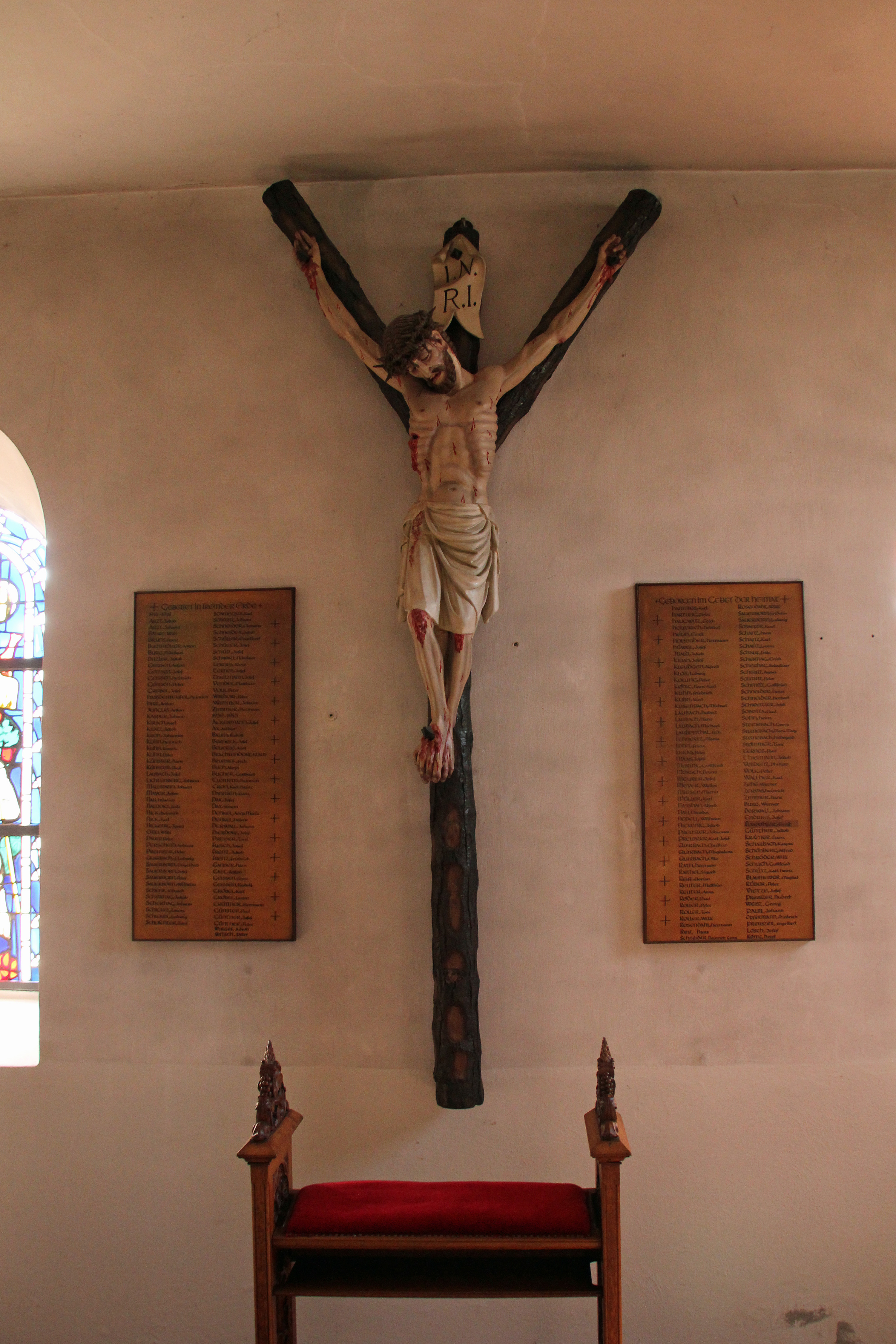
Wandkreuz
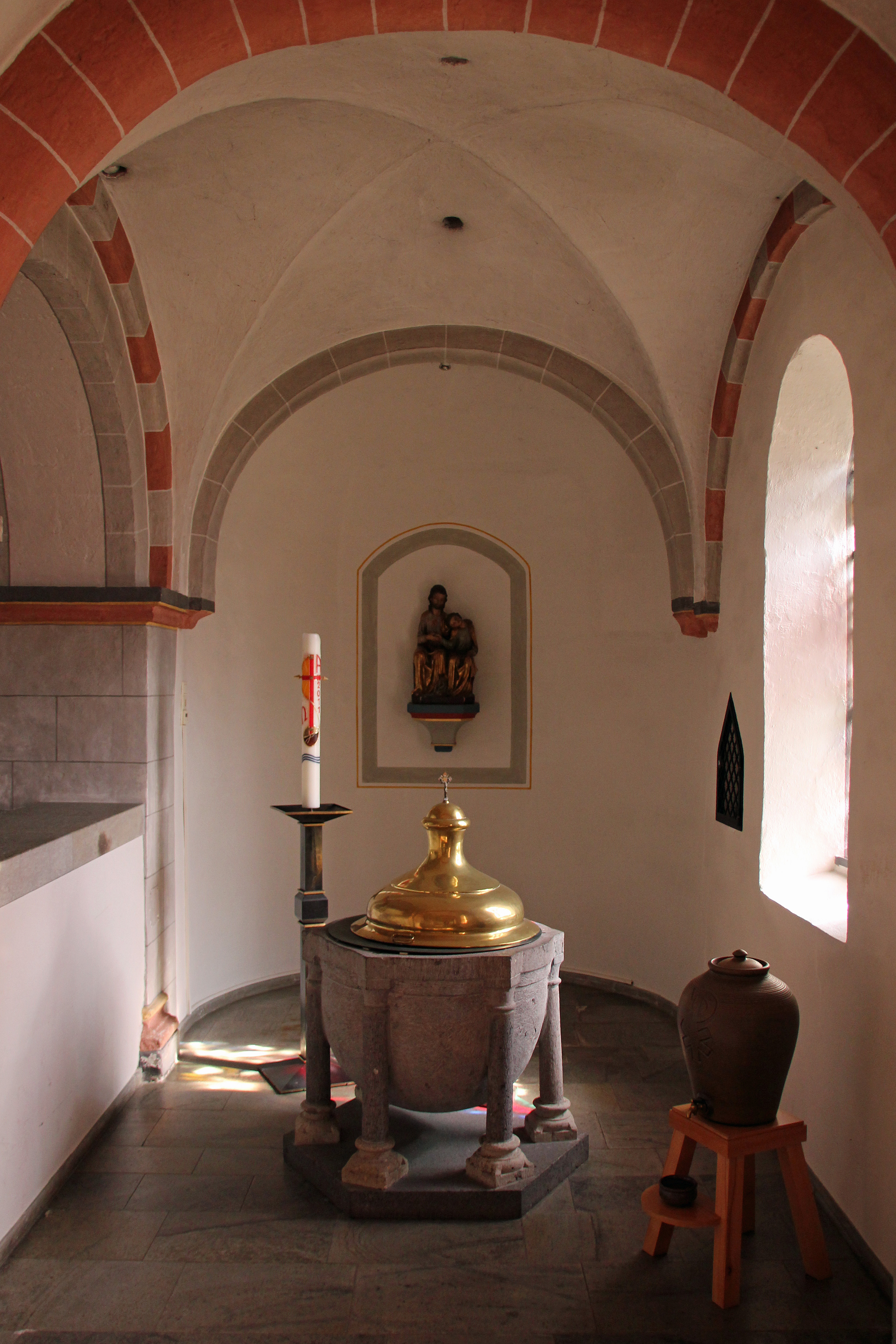
Taufkapelle im südlichen Seitenschiff
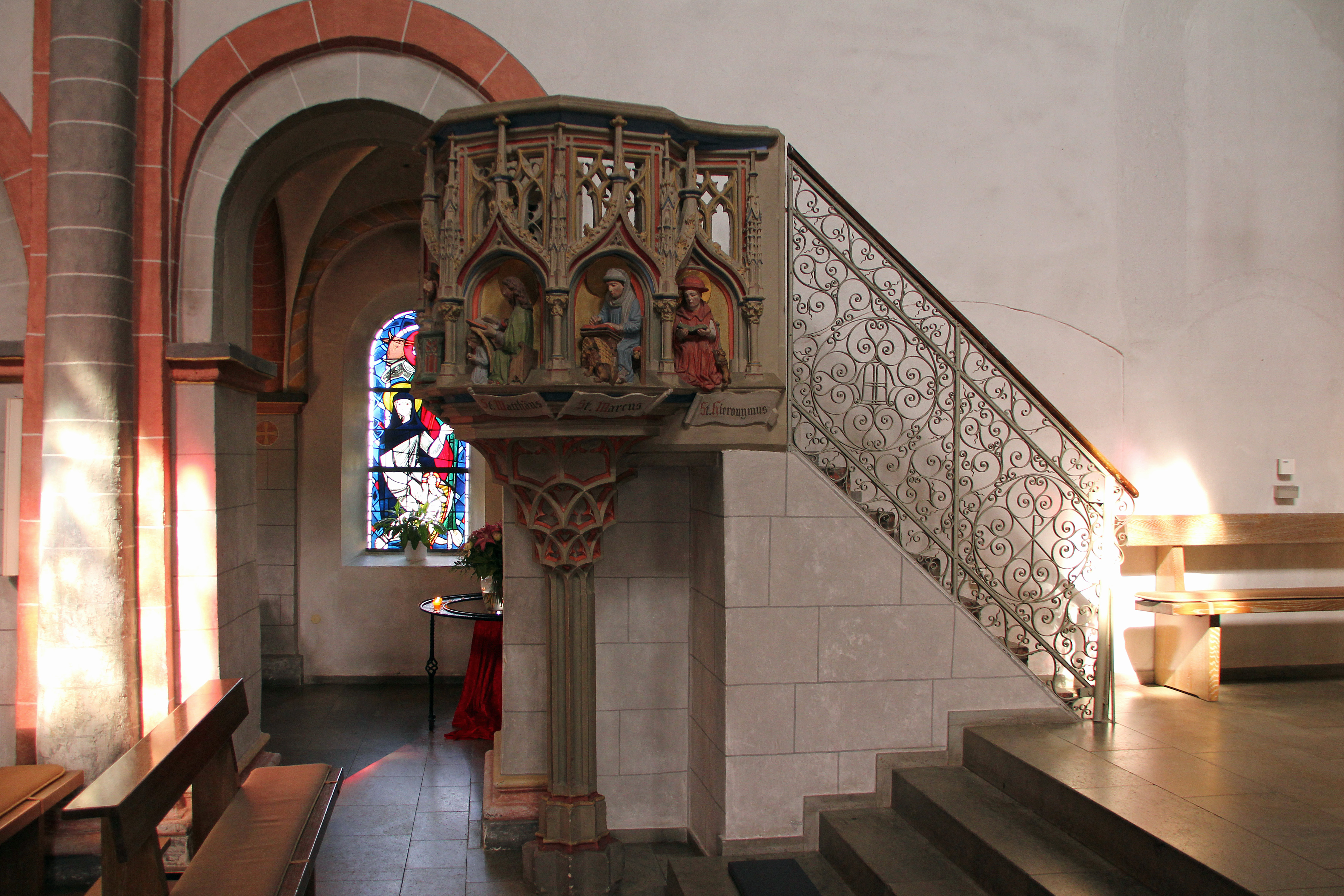
Steinkanzel
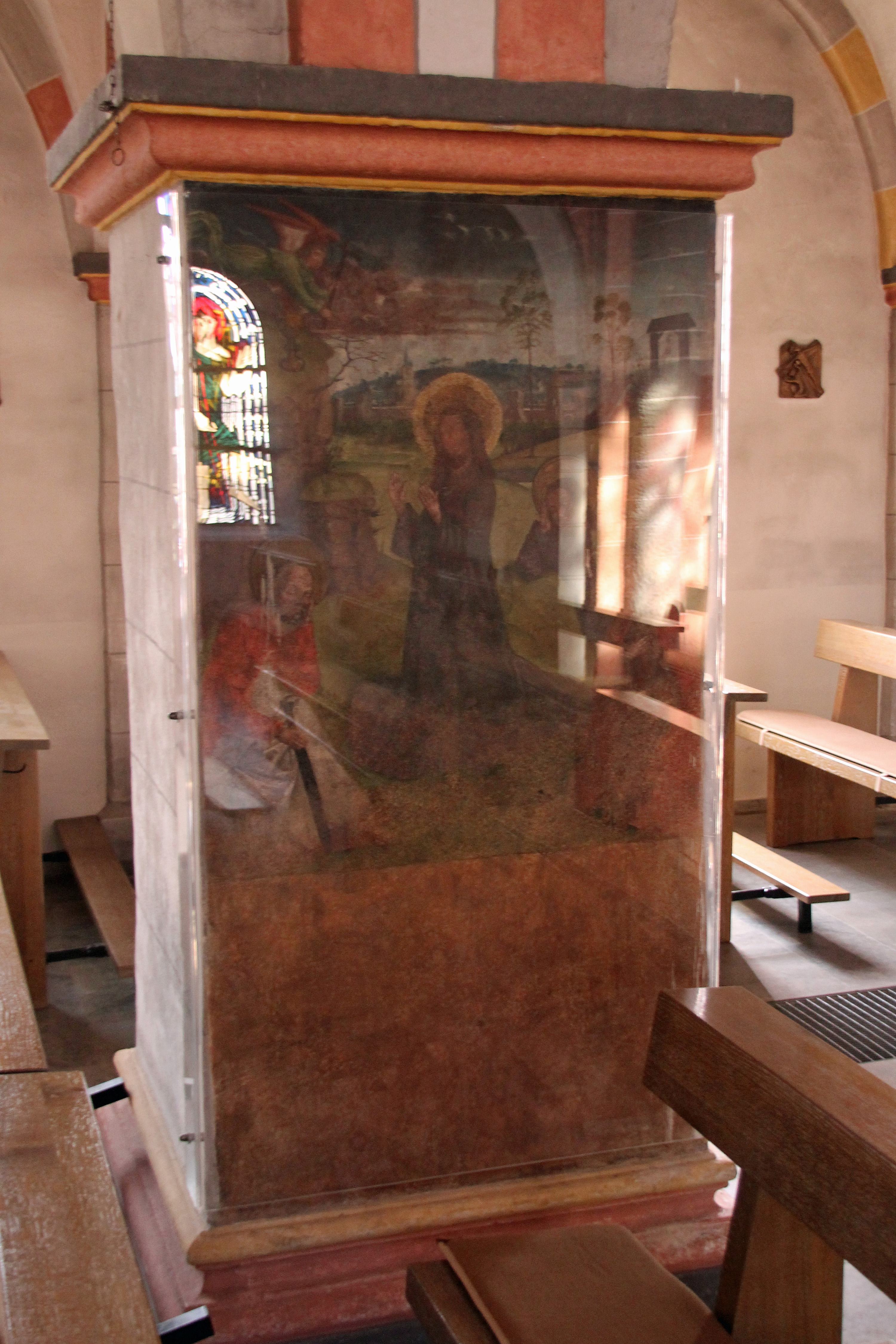
Figürliche Wandmalerei
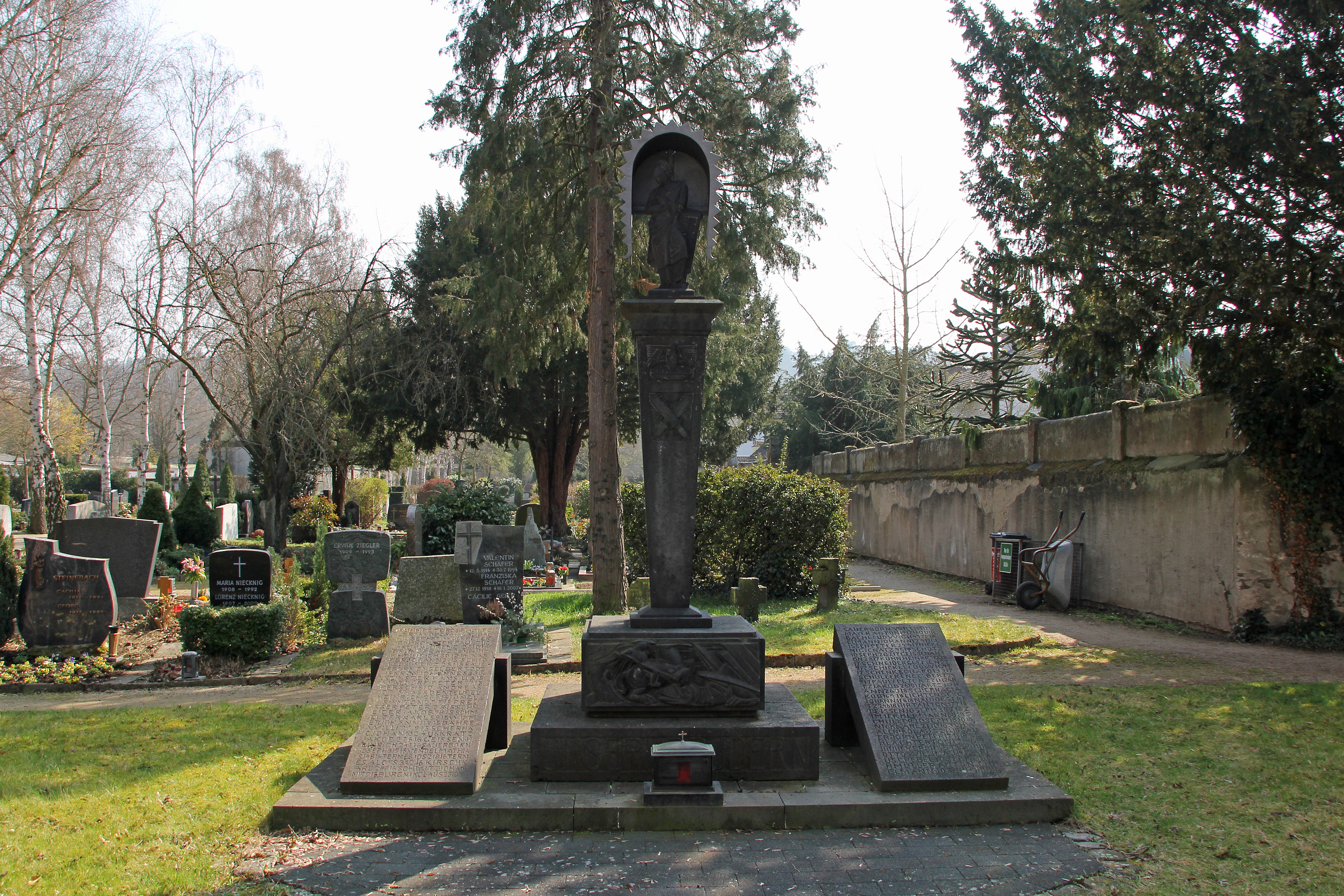
Expressionistisches Kriegerdenkmal auf dem benachbarten Friedhof

### Orgel und Glocken

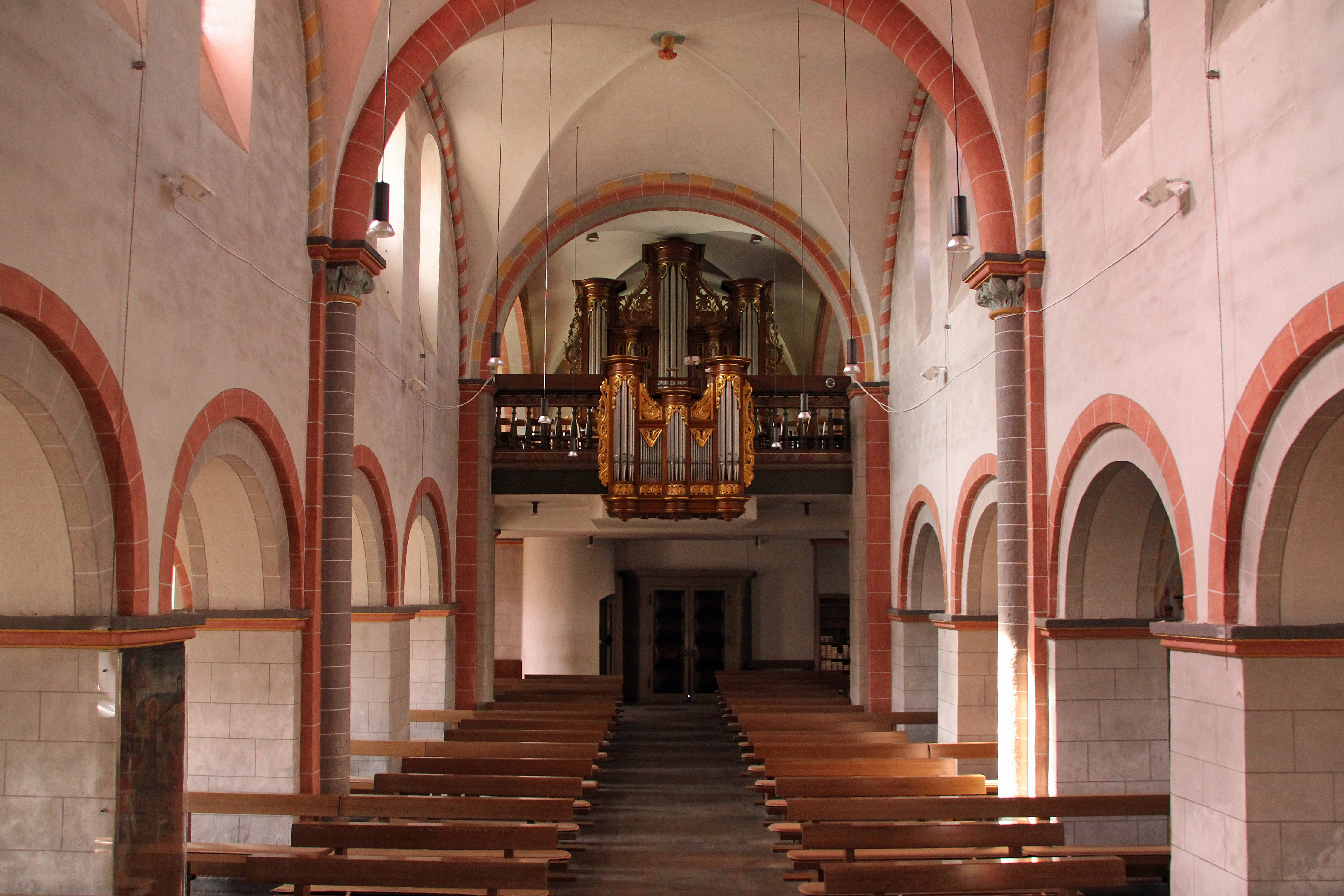
Innenraum mit der Orgel

Die Orgel steht auf einer Empore im Westen. Das dreisäulige Orgelprospekt mit Rankenverzierung stammt aus der Mitte des 18. Jahrhunderts und wurde im Zuge der Erneuerung der Orgel 1988 saniert.
Im Turm hängt eine Glocke mit Minuskelinschrift aus dem Jahr 1439.

## Pfarrhaus

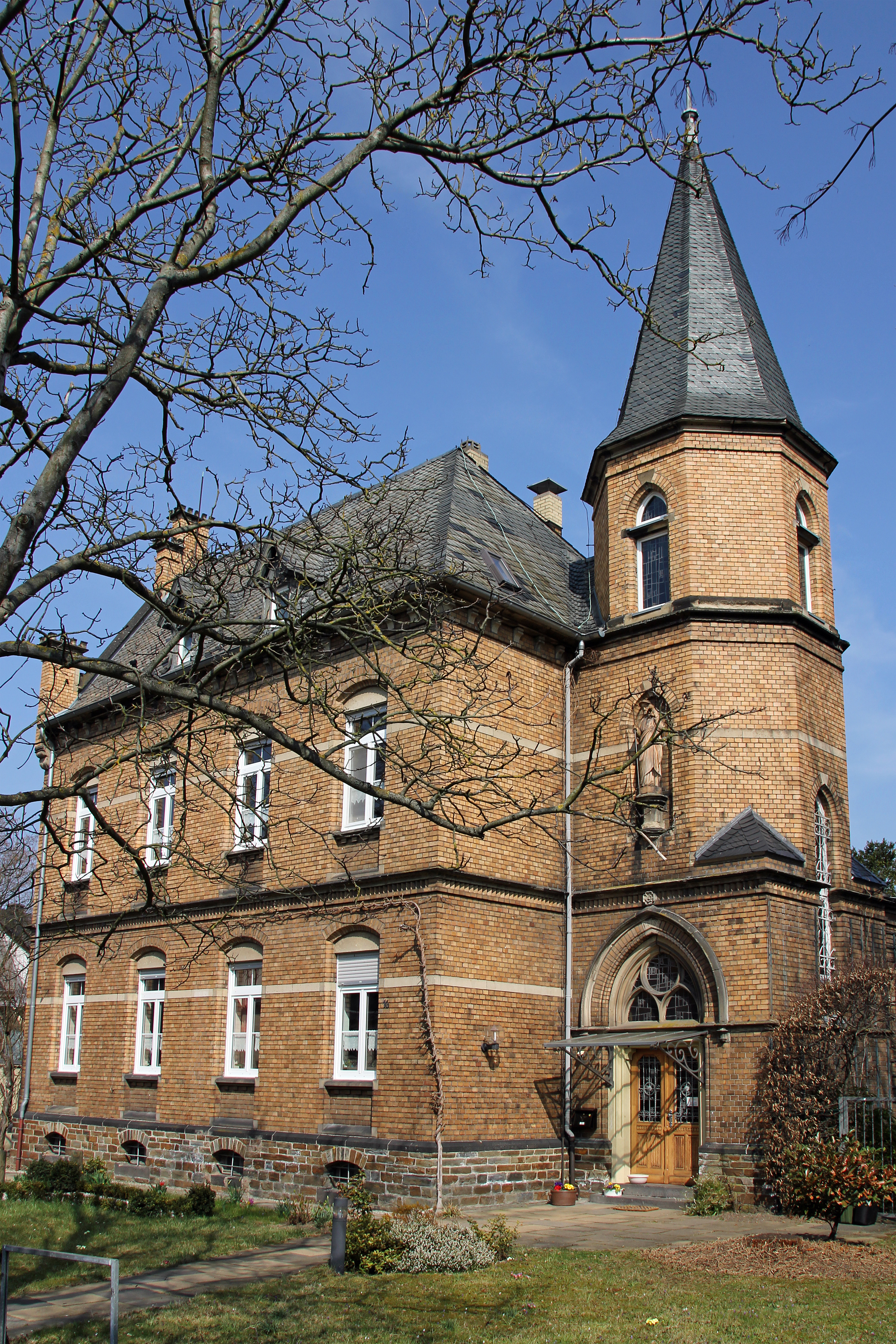
Das Pfarrhaus von St. Laurentius

Das ebenfalls denkmalgeschützte Pfarrhaus steht nordöstlich der Kirche und wurde 1900 im Stil einer neugotischen Villa errichtet. Das Gebäude mit zwei hohen Geschossen steht auf einem niedrigen Sockel aus Bruchstein und besitzt ein verschiefertes Walmdach mit zwei Giebeln an der Nord- und Ostseite. Außen ist es mit gelben Backstein verkleidet und durch hellen Sandstein der umlaufenden Gesimse und Bänder auf Höhe der Stockwerke gegliedert. Das Treppenhaus mit hölzerner Wendeltreppe ist auf der Südseite als eigenständiger achteckiger Turm mit Spitzhelm angebaut. Über dem Haupteingang mit originalem Türblatt steht in einer Nische die vollplastische Figur des Guten Hirten aus Keramik.

## Pfarreiengemeinschaft
St. Laurentius ist Teil der „Pfarreiengemeinschaft Koblenz (Moselweiß)“, zu der auch St. Beatus und St. Hedwig auf der Karthause, St. Elisabeth im Rauental, St. Franziskus in der Goldgrube sowie St. Martinus in Lay gehören.

## Denkmalschutz
Die Pfarrkirche St. Laurentius ist ein geschütztes Kulturdenkmal nach dem Denkmalschutzgesetz (DSchG) und in der Denkmalliste des Landes Rheinland-Pfalz eingetragen. Sie liegt in Koblenz-Moselweiß in der Koblenzer Straße.
Des Weiteren ist sie ein geschütztes Kulturgut nach der Haager Konvention und mit dem blau-weißen Schutzzeichen gekennzeichnet.